# Провулок Макара Кушніра (Черкаси)
Провулок Мака́ра Кушніра́ — провулок в Черкасах.

## Розташування
Провулок короткий і простягається у південно-східному напрямку. Починається він від вулиці Кривалівської і проходить до вулиці В'ячеслава Чорновола.

## Опис
Провулок не заасфальтований. Забудований лише приватними будинками від 1 до 15 та від 2 до 14 номера.

## Походження назви
Провулок був утворений 1926 року і до 2016 року називався Паризької Комуни, а після декомунізації названий на честь українського політичного діяча національного руху в еміграції та журналіста черкаського походження Макара Кушніра.